# 広島電鉄白島線

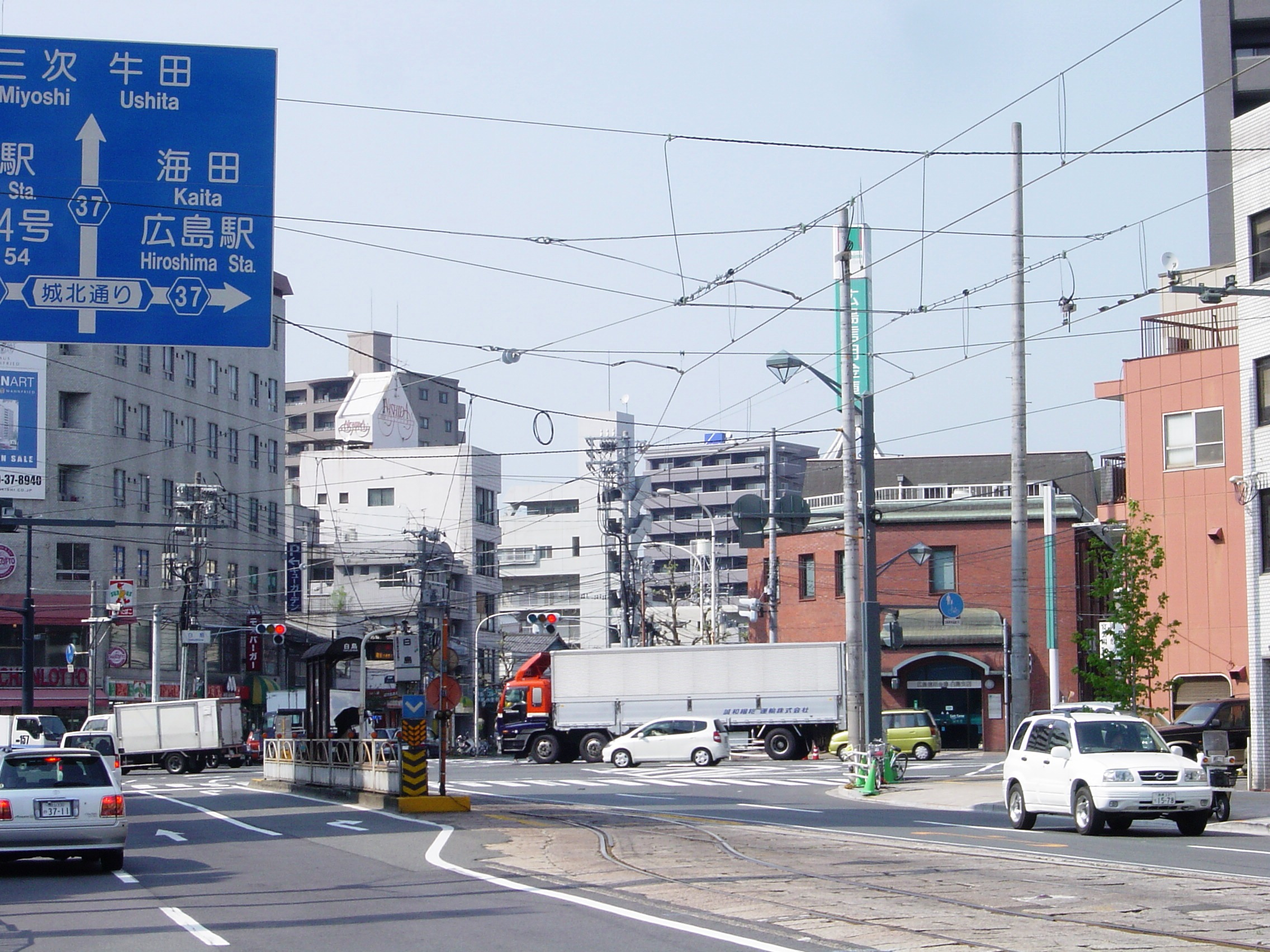
白島線白島停留場

白島線（はくしません）は、広島県広島市中区の八丁堀停留場と白島停留場を結ぶ、広島電鉄の軌道路線（路面電車）である。駅ナンバリングで用いられる路線記号はW。

## 概要
本線などと同じく開業当時からある路線である。長らく市内線では唯一、他路線との直通運転を行っていなかったが、開業から101年後の2013年に江波停留場までの直通運転が開始された。
ワンマン運転やPASPYが先行（試行）導入された路線でもある。総延長も短いことから、運賃は2025年1月31日まで白島線のみ市内線の他路線より安価な額に設定され、同日時点では大人160円・小児80円となっていた（本線と跨って乗車する場合は通常の大人220円・小児110円）。2025年2月1日からは他路線と同額の大人240円・小児120円均一となっている。
2007年には広島商工会議所から路線の廃止が提言された。しかし、この提言に対して広島市は「是非とも存続すべきである」という意思表明をしており、広島電鉄も「市の意向どおりに対応して参ります」と表明している。

## 路線データ
- 路線距離（営業キロ）：1.2 km
- 軌間：1435 mm
- 停留場数：5（起終点含む）
- 複線区間：全線（白島停留場付近を除く）
- 電化区間：全線（直流600 V）

## 運行形態
9号線のみが運行される。基本的には八丁堀 - 白島の線内折り返し運行だが、2013年2月15日から江波（江波線） - 八丁堀 - 白島間で直通運転が行われ、2022年7月時点では早朝の白島行き及び深夜の江波行きのみ直通している。早朝便は白島到着後線内完結運用に就き、深夜便は江波到着後入庫する。
2024年現在は、主に1000形と1900形の2両で運行されている。2008年の白島線のPASPY利用開始からしばらくの間は700形の705号と713号が頻繁に使用されており、当時の日中運転では700形1両と900形または1900形1両の計2両、または2両とも700形であることもあった。これは、江波車庫の車両でPASPYリーダーが取り付けられていたのは705号と713号のほか、912号、913号、1913号、1915号のみであったため、全在籍車両がPASPY対応するまではこれらの6両に限定して運用入りしていた。また、PASPY機器対応後の運用試験も兼ねて2009年2月9日から3月1日までの間の平日朝ラッシュ時運用には、江波車庫所属の700形と800形の各車両が日替わりに運用に就いていた。
1980年代後半から2000年代半ばまで、春夏は100形（レトロ電車）が、秋冬は200形（ハノーバー電車）が休日に運用されていた。

## 歴史
- 1912年（大正元年）11月23日：八丁堀 - 白島間が常盤橋線として開業。当時は京口門前つまり広島城の旧外堀を埋め立てて整備された道の上を通る路線だった。
- 1940年（昭和15年）4月：広電の他路線に先駆けてビューゲルの導入が行われる。
- 1945年（昭和20年）8月6日：広島市への原子爆弾投下より全線不通になる。
- 1952年（昭和27年）6月：新線（現在の位置の路線）で営業再開[6]。
- 1969年（昭和44年）：広電の他路線に先駆けて900形にてワンマンカーの運用を開始。
- 2008年（平成20年）3月1日：広電の他路線に先立って『PASPY』（IC乗車カード）を導入。同時にJR西日本『ICOCA』での乗車が可能となった。
- 2013年（平成25年）2月15日：超低床連接車1000形投入。9号線の一部の電車が本線・江波線経由で江波まで乗り入れを開始[2]。

## 停留場一覧
- 全停留場が広島県広島市中区内に所在。
- 全線を9号線のみが経由。
- 線路 … ||：複線区間 ∨：ここより下は単線 ｜：単線区間（行違い不可）

| 番号 | 停留場名           | 営業キロ | 営業キロ | 接続路線        | 線路 |
| 番号 | 停留場名           | 駅間     | 累計     | 接続路線        | 線路 |
| ---- | ------------------ | -------- | -------- | --------------- | ---- |
| M05  | 八丁堀停留場       | -        | 0.0      | 広島電鉄： 本線 | \|\| |
| W01  | 女学院前停留場     | 0.4      | 0.4      |                 | \|\| |
| W02  | 縮景園前停留場     | 0.3      | 0.7      |                 | \|\| |
| W03  | 家庭裁判所前停留場 | 0.2      | 0.9      |                 | ∨    |
| W04  | 白島停留場         | 0.3      | 1.2      |                 | ｜   |